# Fédération mondiale des cités unies
La Fédération mondiale des cités unies, FMCU, fut créée le 27 avril 1957, à Aix-les-Bains par Jean-Marie Bressand, sous le nom de Fédération mondiale des villes jumelées, association de collectivités locales, réparties dans plus de 80 pays, particulièrement en Europe, Afrique et Amérique latine. Le nom anglais de la FMCU était United Towns Organisation (UTO). Dès son origine, la FMCU a joué un rôle important dans le développement du jumelage entre cités, conçu comme moyen de progresser vers des relations internationales apaisées.
À la fin des années 1980, la Fédération mondiale des cités unies et villes jumelées est devenue la FMCU. En mai 2004, lors d'un grand congrès international à PARIS, la FMCU a fusionné avec l’International Union of Local Authorities (IULA), anglophone et METROPOLIS, pour devenir Cités et gouvernements locaux unis (United Cities and Local Governments).